# Iški vintgar
Iški vintgar je soteska reke Iške blizu kraja Ig v okolici Ljubljane. Gre za 300 do 400 metrov globoko sotesko, ki je najostrejša naravna razmejitev dveh slovenskih pokrajin, Dolenjske in Notranjske. Iški vintgar je tudi priljubljena izletniška točka za sprehajalce, pohodnike in plezalce.
Poleti je to odličen kraj za osvežitev ob vodi in v nekaterih predelih tudi plavanje.
Po dolini Iške je verjetno potekala močnejša prelomnica. Soteska reke Iške je nastala z delovanjem tektonskih sil, ki so preoblikovale kamnine v zadnjih 10 milijonih let.